# 7146 Конрадін
7146 Конрадін (7146 Konradin) — астероїд головного поясу, відкритий 24 вересня 1960 року.
Тіссеранів параметр щодо Юпітера — 3,220.